# Goodwin-Nunatakker
Die Goodwin-Nunatakker sind eine isolierte Gruppe von Nunatakkern in der antarktischen Ross Dependency. Im Transantarktischen Gebirge ragen sie 16 km westlich der Marshall Mountains auf der Südseite des Walcott-Firnfelds auf. 
Das Advisory Committee on Antarctic Names benannte sie 1966 nach dem Geomagnetiker und Seismologen Michael L. Goodwin, der 1960 im Rahmen des United States Antarctic Research Program auf der Amundsen-Scott-Südpolstation tätig war.